# Farnak od Kapadocije
Farnak (grč. Pharnaces) je bio kralj Kapadocije u 6. stoljeću pr. Kr. Jedini izvor o ovom drevnom vladaru je povjesničar Diodor sa Sicilije iz 1. stoljeća pr. Kr., koji u svojim djelima „Povijesna knjižnica“ spominje punu listu kapadocijskih vladara, no ona se nerijetko smatra fiktivnom. Diodor spominje kako se Farnak oženio Perzijankom Atosom, sestrom Kambiza I. koji je bio otac Kira Velikog (osnivač Perzijskog Carstva). Farnak i Atosa imali su sina Gala koji je naslijedio oca. Kao sljedeća dva vladara Kapadocije spominju se Galov sin Smerdis, odnosno njegov sin Arijaramn. O vladavini navedene dvojice ne spominju se nikakvi detalji, no navodi se kako je Arijaramnov sin Anaf I. pomogao Dariju Velikom i ostaloj petorici urotnika da 522. pr. Kr. svrgnu magijskog uzurpatora Gaumatu.
Vjerodostojnost Diodorovih izvora predstavlja neusklađena kronologija, rodbinske veze, te miješanje osobnih imena s povijesnim likovima čiji se identitet i kronologija smatraju povijesno ovjerenim. Primjerice, prema drugim povijesnim izvorima spominje se samo jedna perzijska princeza Atosa (550. – 475. pr. Kr.), koja je bila sestra Kambiza II. odnosno kći Kira Velikog (a ne sestra Kirovog oca Kambiza I. kako Diodor tvrdi), te kako se udala za Darija Velikog. U slučaju kako je ranije postojala još jedna Atosa, živjela je početkom 6. stoljeća pr. Kr. (kad i Kambiz I.), što pak implicira kako je Farnak služio kao satrap Medijskog Carstva, budući kako se pouzdano zna da je medijski vladar Kijaksar osvojio Kapadociju nakon bitke pomrčine 585. pr. Kr. Osim Atose, moguće je kako je Diodor pomiješao Smerdisa od Kapadocije s istoimenim sinom Kira Velikog (Smerdis ili Bardija), Arijaramna od Kapadocije s Darijevim pradjedom Arijaramnom, te konačno i samog Farnaka od Kapadocije s Farnakom I. koji je služio Darija Velikog oko 500. pr. Kr.

## Poveznice
- Kapadocija
- Gal

| Prethodnik:    | Vladar (satrap?) Kapadocije | Nasljednik: |
| Nitko/nepoznat | Vladar (satrap?) Kapadocije | Gal         |

## Vanjske poveznice
- Farnak (Pharnaces), AncientLibrary.com
- Farnak (Ancestry.com)
- Pierre Briant: „Od Kira do Aleksandra: Povijest Perzijskog Carstva“ (From Cyrus to Alexander: A History of the Persian Empire), preveo Peter Daniels, Indiana: Eisenbrauns, 2002., str. 133.